# Tháp CN
Tháp CN (tiếng Anh: CN Tower) là một ngọn tháp nổi tiếng thế giới của thành phố Toronto, tỉnh Ontario, Canada (độ cao 553,33 m (1815 ft), tọa độ địa lý: 43°38′33.24″ N, 79°23′13.7″ W). Trong khoảng thời gian từ năm 1975 đến năm 2007, đây là kết cấu độc lập cao nhất thế giới nằm trên đất liền . Công trình được xem như biểu tượng của thành phố Toronto nói riêng và một trong những biểu tượng của Canada nói chung. Tháp thu hút khoảng 2 triệu khách du lịch một năm. Tên đầy đủ của tháp là Canadian National Tower (Tháp quốc gia Canada), nhưng tên này ít được sử dụng.
Công trình được khởi công vào ngày 6 tháng 1 năm 1973 do Công ty Đường sắt Quốc gia Canada (Canadian National Railway) đầu tư xây dựng. Công ty này muốn xây dựng một tháp truyền hình và liên lạc viễn thông phục vụ tại vùng Đại Toronto và cũng muốn chứng tỏ sức mạnh của nền công nghiệp Canada. Những thành viên trụ cột của dự án gồm:
- Hãng xây dựng NCK
- Hãng kiến trúc John Andrews
- Hãng kiến trúc Webb, Zerafa, Menkes, Housden
- Hãng xây dựng Foundation Building Construction và Canron (bộ phận miền đông).

Công trình được thi công liên tục, 24 giờ mỗi ngày và 5 ngày mỗi tuần, trong vòng 40 tháng liên tục với nhân lực tổng cộng 1573 người. Tháp CN khánh thành vào ngày 26 tháng 6 năm 1976. Bộ phận nhận tín hiệu vi sóng phát thanh từ xa được đặt ở độ cao 338 m và ăngten phát sóng được đặt trên đỉnh tháp. Tổng số vốn đầu tư cho công trình vào khoảng 300 triệu đô la Canada, tương đương 260 triệu đô la Mỹ, được thanh toán trong vòng 15 năm.
Một cầu thang bằng thép gồm 1776 bậc dẫn lên đến tầng Skypod ở độ cao 447 m (1465 ft), tương đương bằng một tòa nhà 147 tầng, và đây là cầu thang cao nhất trên thế giới. Thang bộ này được sử dụng để thoát thân khẩn cấp trong trường hợp sự cố và không được sử dụng thường ngày, ngoại trừ cho hai cuộc thi leo thang từ thiện trong một năm. Đó là Ngày Trái Đất của Quỹ Sinh vật Hoang dã Thế giới (World Wildlife Fund) tổ chức vào mùa xuân và một lần khác vào mùa thu do United Way tại Toronto (United Way's Toronto chapter). Trung bình người ta mất khoảng 30 phút để leo lên đến phần thấp nhất của bầu tháp (phần vành trắng ở phía dưới của bầu tháp) tuy nhiên kỉ lục nhanh nhất được ghi nhận là 7 phút 52 giây.Trong thời gian xây dựng chỉ có duy nhất 1 người bị tử vong do tai nạn lao động.

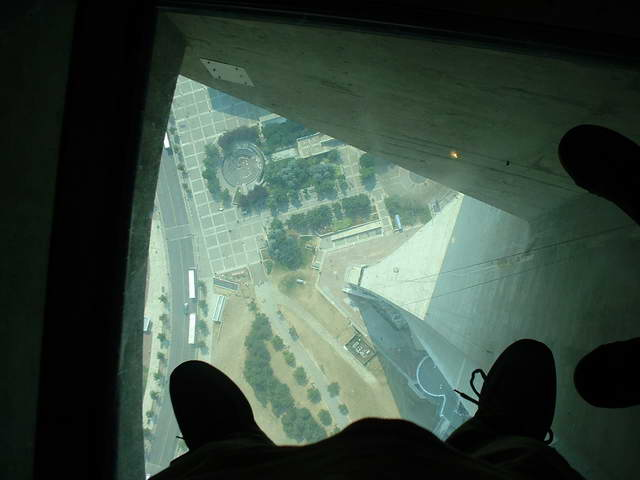
Sàn kính cao nhất thế giới nằm ở phần bầu tháp
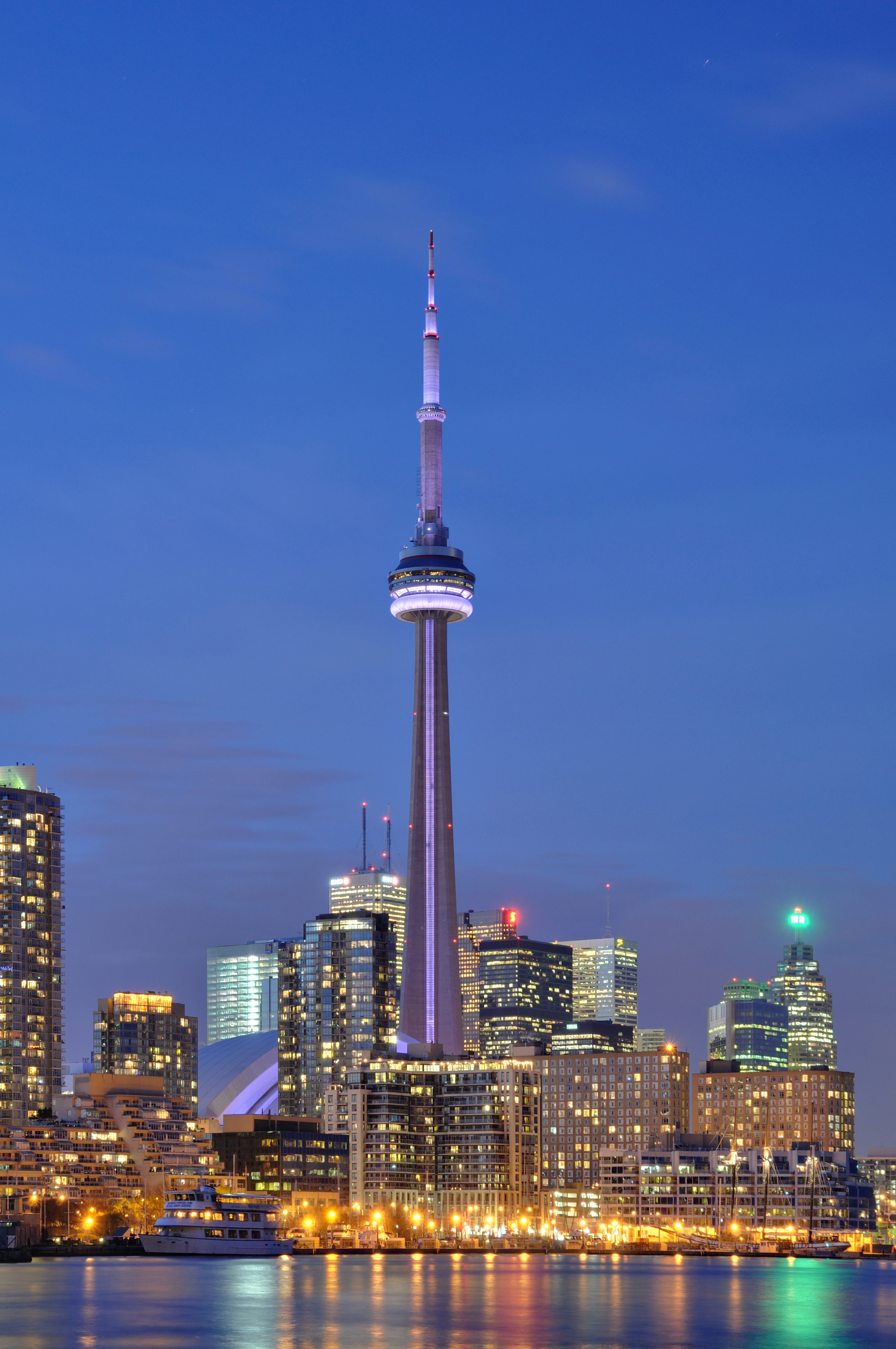
Tháp CN trên nền trời Toronto
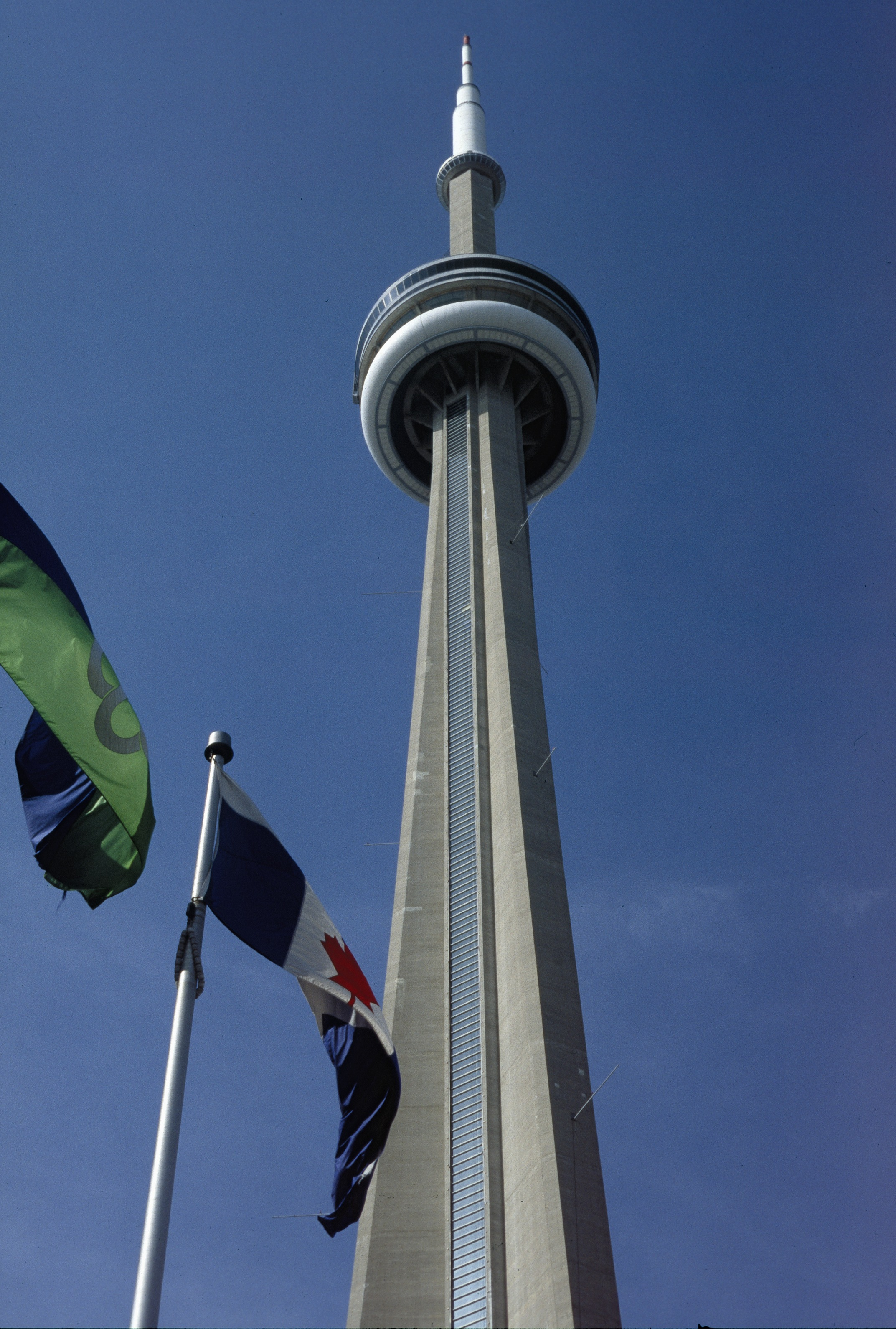
Thân tháp CN với phần bọc kính của thang máy
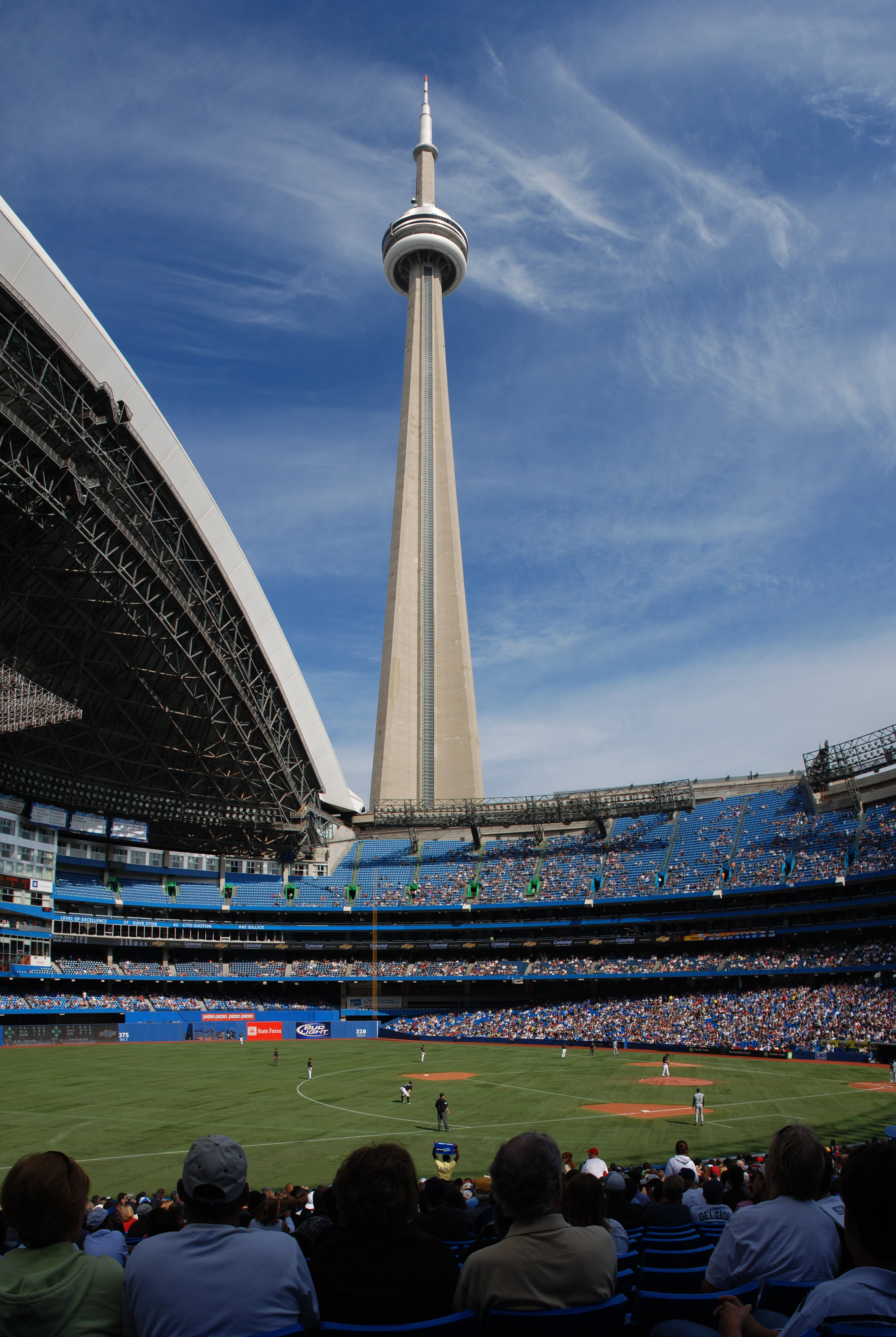
Tháp CN nhìn từ Trung tâm Rogers